# Арсений Сапарский
Арсений Сапарский (груз. არსენი საფარელი; X-XI вв.) — католикос Грузии и историк. Его единственное сохранившееся произведение, «О разрыве между грузинами и армянами», написанное после 1004 года, является важным источником для изучения Кавказской церковной истории VI и VII веков. Его работа предлагает грузинский взгляд на церковный раскол между грузинами и армянами. 

## Биография
Арсений вел свою деятельность в Сапарском монастыре на территории Южной Грузии. Его наиболее известным произведением является антимонофизитский трактат «О разрыве между грузинами и армянами», охватывающий церковную и политическую историю стран Южного Кавказа, с начала IV века до конца VII века. В его работе он анализирует формирование армянской монофизитской Церкви и взаимоотношения Грузии и Армении с Византийской и Сасанидской Персии. Он осуждал монофизитство, при этом утверждая невиновность народа, который был вынужден принять эту веру.